# 阿尔东 (汝拉省)
阿尔东（法語：Ardon，法語發音：[aʁdɔ̃] ⓘ）是法国汝拉省的一个市镇，位于该省东部，属于隆斯勒索涅区。

## 地理
阿尔东（46°46'26"N, 5°53'17"E）面积5.04 平方千米，位于法国勃艮第-弗朗什-孔泰大區汝拉省，该省份为法国东部内陆省份，北起上索恩省，西北接科多尔省，西临索恩-卢瓦尔省，南至安省，东与杜省和瑞士接壤。
与阿尔东接壤的市镇（或旧市镇、城区）包括：勒帕斯基耶、瓦诺、尚帕尼奧勒、蒙特龙。
阿尔东的时区为UTC+01:00、UTC+02:00（夏令时）。

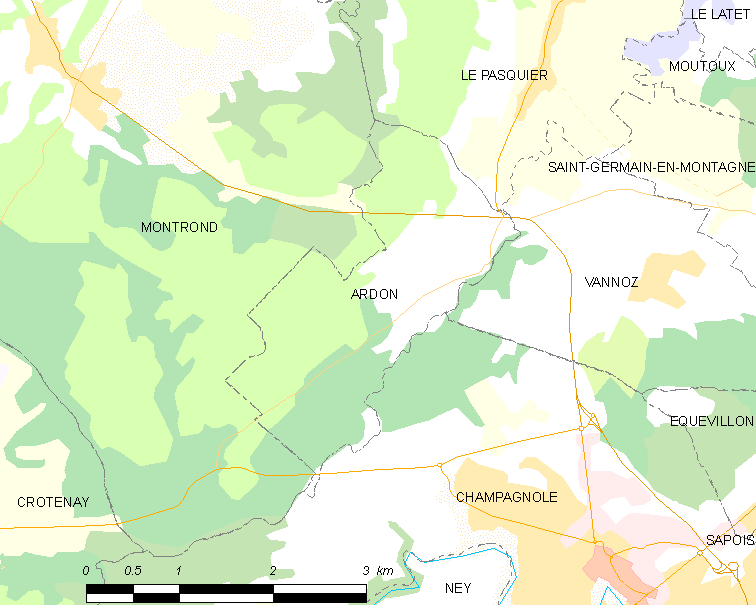
阿尔东的OSM定位图

## 行政
阿尔东的邮政编码为39300，INSEE市镇编码为39015。

## 政治
阿尔东所属的省级选区为尚帕尼奥勒县。

## 人口

1962-2008年间阿尔东人口变化图示

阿尔东于2022年1月1日时的人口数量为112人。